# Paul Freye
Paul Freye (* 15. September 1869 in Verden; † 6. Mai 1958 in Bremerhaven) war ein deutscher Gartenarchitekt und Gartenbaudirektor in Bremen.

## Leben

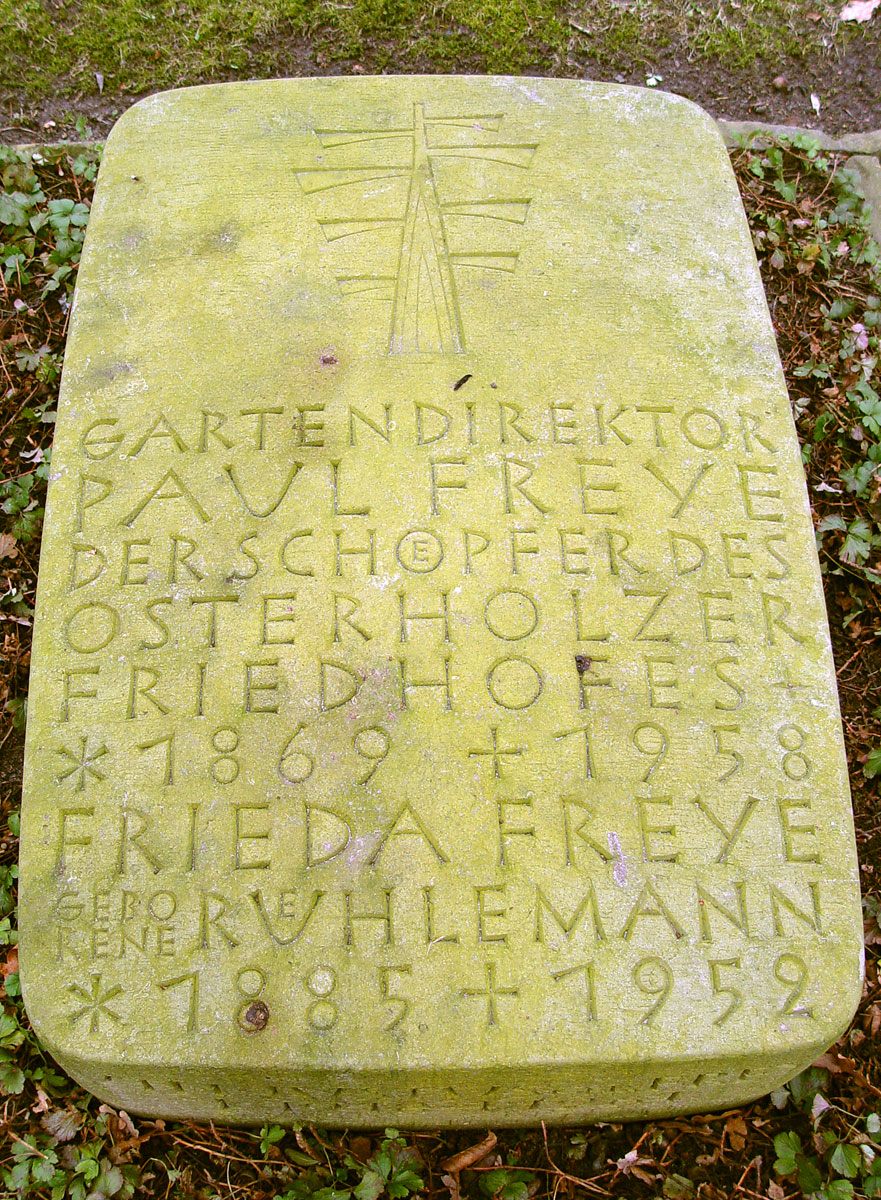
Grabstein Paul Freye
Friedhof Osterholz (B)

Nach der Schulausbildung in Hildesheim und Goslar lernte Freye in der gräflich-stolbergischen Gärtnerei zu Wernigerode und ging danach zur weiteren Ausbildung nach Hannover, Berlin und Potsdam. Er wurde Mitglied der Studentenverbindung Technischer Bund Burschentag.
Als selbständiger Gartenarchitekt in Berlin-Charlottenburg gestaltete Freyer einige große Parkanlagen in Deutschland und Polen. 1910 gewann er zusammen mit dem Architekten Franz Seeck den zweiten Preis bei einem Wettbewerb zur Neuanlage des Friedhofs Osterholz in Bremen und wurde danach mit der Ausführung ihrer geänderten Entwürfe beauftragt. 
1916 wurde Freye technischer Leiter bei der Gartenbauinspektion in Bremen und 1919 deren Leiter. Am 1. Februar 1921 übernahm er die Leitung des neu geschaffenen Gartenbauamtes und wurde damit Bremens erster Gartendirektor. Im Rahmen dieser Tätigkeit wandte er sich gartenkünstlerischen Gestaltungsfragen auf Friedhöfen zu, wobei soziale Aspekte aus seiner Grundhaltung erkennbar wurden. Mit einer diesbezüglichen Position verwies er 1927 auf die Frage von der Gleichheit im Tod: „Es ist die Aufgabe des Friedhofgestalters, ...“  Mittel zu finden, „... die geeignet sind, auch dem Ärmsten eine würdige Ruhestätte zu schaffen.“
Unter der Leitung von Paul Freye wurden noch weitere Parkanlagen gestaltet:
- Waller Park (1928)
- Städtischer Friedhof Bungerhof in Delmenhorst (1929)
- Oslebshauser Park (1931)
- Schlosspark Sebaldsbrück (1931)

Außerdem veränderte er die Wallanlagen und Friedhöfe. 1934 ging er in Bremen als Leiter des Gartenbauamtes in den Ruhestand und überwachte noch danach von 1936 bis 1939 die Verlegung des Botanischen Gartens.
Freye starb 1958 in Bremerhaven und wurde auf „seinem“ Friedhof Osterholz im Bremer Ortsteil Ellener Feld beigesetzt. Dort grenzt unmittelbar an den Friedhof die nach ihm benannte Paul-Freye-Straße.

## Weblink
- Bremen.Online - Osterholzer Friedhof